# Famille de Kœnigsmark
La famille de Kœnigsmark (également Königsmarck, Koenigsmarck et Königsmark) est une ancienne famille noble de l'Altmark, qui a connu son apogée au XVIIe siècle.

## Histoire
(août 2024).
La famille apparaît pour la première fois dans un document en 1225 avec Henricus de Cungermarck  et en 1247 avec le chevalier Walter comme maréchal des margraves Jean Ier et Othon III de Brandebourg. Le siège de la famille est Königsmark près de Stendal. Les possessions les plus anciennes de la famille dans le Prignitz comprennent Kötzlin, Roddahn, Berlitt, Vehlin, Stüdenitz et d'autres. Kötzlin et Berlitt sont restés dans la famille jusqu'à l'expropriation en 1945, tout comme le château de Plaue.

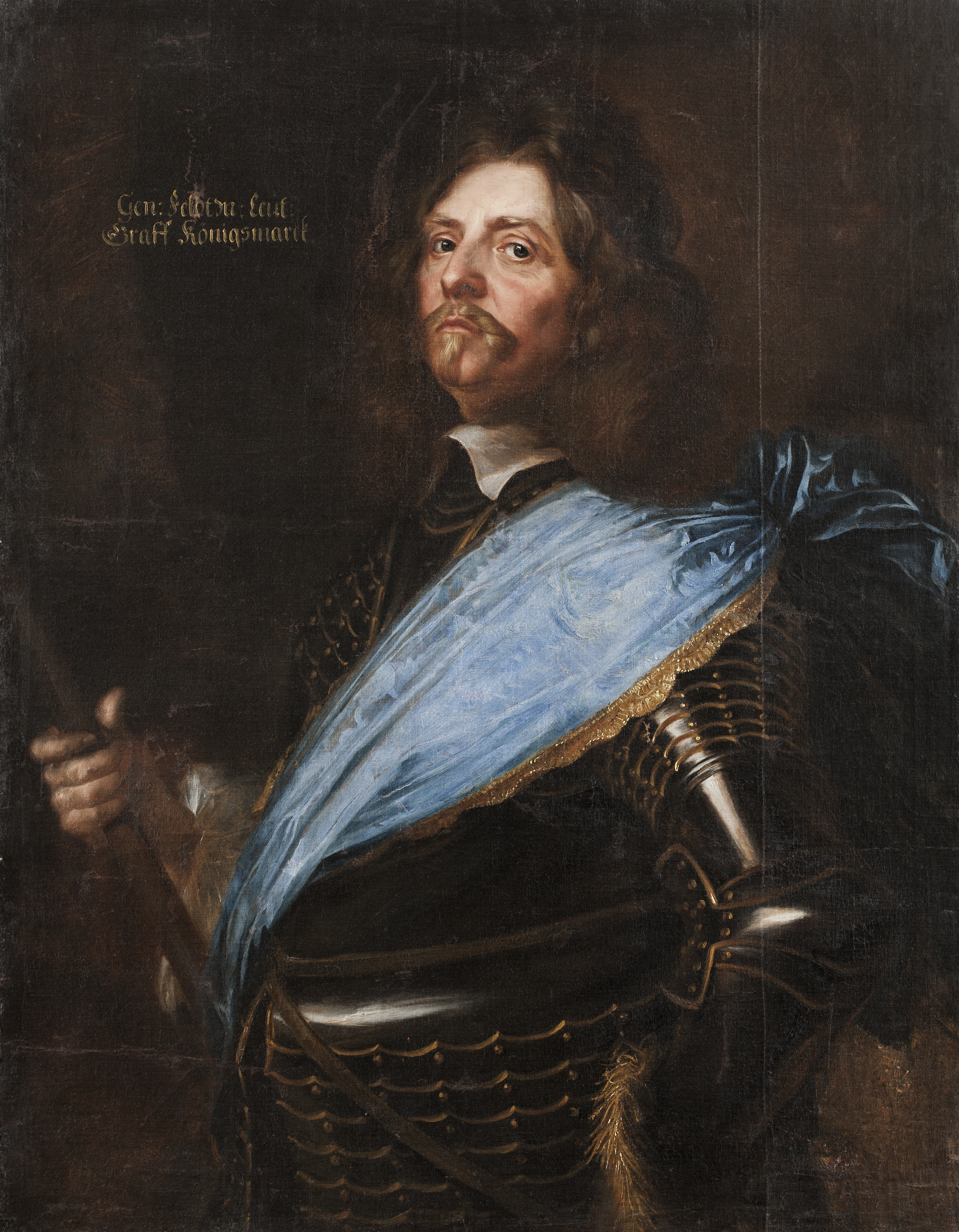
Hans Christoph von Königsmarck (1600-1663), maréchal suédois

Le maréchal royal suédois, le lieutenant Hans Christoff de Kœnigsmark de la branche de Kötzlin, est un chef militaire couronné de succès pendant la guerre de Trente Ans. La reine suédoise Christine le nomma comte suédois en 1651. En tant que gouverneur général des duchés suédois de Brême-Verden, basé à Stade, il fait construire un petit château dans le village voisin de Lieth, qu'il nomme château d'Agathenburg (de) en l'honneur de sa femme Agathe von Leesten (de). En 1662, il céda ses droits sur les biens de la Marche à son frère Joachim-Christophe de Kœnigsmark auf Kötzlin.
Sa petite-fille Marie-Aurore de Kœnigsmark, née en 1662, passe la majeure partie de son enfance à Agathenburg. Son frère Philippe-Christophe de Kœnigsmark, héritier du château d'Agathenburg, disparaît sans laisser de trace en 1694 après avoir été assassiné en raison de sa relation avec Sophie-Dorothée de Brunswick-Lunebourg, épouse de l'électeur de Brunswick-Lunebourg et plus tard roi britannique George Ier - l'affaire Kœnigsmark fait grand bruit dans toute l'Europe. Sa sœur Aurore se rend donc à la cour d'Auguste le Fort pour recevoir un appui dans l'éclaircissement de l'affaire ; en raison de sa beauté, elle devient la maîtresse de l'électeur et, en 1696, la mère de son fils Maurice de Saxe, plus tard célèbre général et maréchal français. En 1740, Agathenburg est vendue à l'électorat de Brunswick-Lunebourg.
En 1708, les frères Jean et Christophe reçoivent la confirmation du titre de baron von Königsmarck.
Le 3 mars 1817, le roi Frédéric-Guillaume III de Prusse confère à Jean-Valentin-Ferdinand von Kœnigsmark, conseiller privé prussien, seigneur sur Netzeband et Stöffin (Steffin) et intendant héréditaire de l'électorat de Brandebourg (30 octobre 1802), le statut de comte prussien avec l'ajout des armoiries de la branche des comtes suédois de Kœnigsmark, éteinte entre-temps. Depuis le 19 janvier 1854, la famille possède le droit de présentation à la Chambre des seigneurs de Prusse .
En 1839, le château de Plaue près de Brandebourg-sur-la-Havel passe aux comtes de Königsmarck, qui en restent propriétaires jusqu'en 1945, avec Hans Guido comte von Königsmarck-Plaue sur Plaue , ainsi que fidéicommis sur le fief de Netzeband, Schönberg avec Doss Krug  et Stöffin.

## Blason

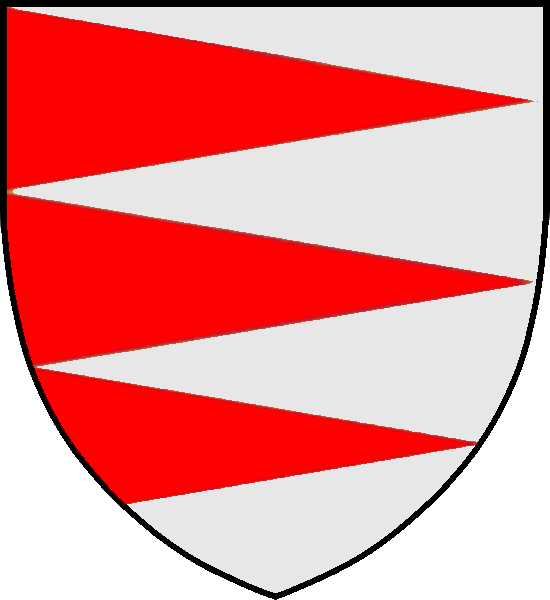
Armoiries de la famille von Königsmarck

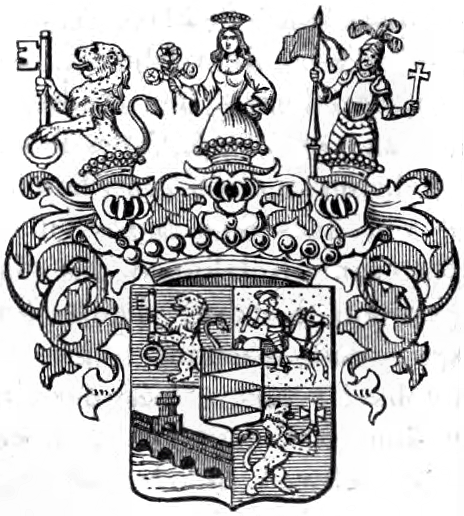
Armoiries des comtes de Kœnigsmark 1817

- Le blason de la famille montre trois pointes rouges émergeant du bord droit en argent. Sur le casque aux lambrequins rouges et argentées pousse une vierge couronnée d'or et vêtue d'argent, tenant dans sa main droite trois roses remplies d'argent sur des tiges de feuilles vertes.

La ressemblance avec les armoiries de la famille von Beust, également de l'Altmark, laisse supposer une parenté de souche entre les deux familles ; de même, une famille (éteinte) de l'Altmark, les von Moellendorff et la famille ministérielle von Havelberg (de) portent également les armoiries rouges et argentées (la famille von Rohr, venant de Bavière en 1304, les a également reprises de ces derniers).
- Les armoiries du comte de 1817 montrent un écu écartelé avec un écu central. Dans le bouclier central d'argent, trois points rouges partant du bord droit se croisent vers la gauche. I. en bleu, un lion d'or tourné vers la droite, tenant haut dans les deux pattes de devant une clé d'argent, la barbe tournée vers la droite ; II en or, un cavalier en armure galopant à gauche sur un cheval d'argent à couverture noire, tenant un bâton dans sa main droite ; III. en argent, au-dessus d'une rivière, un pont voûté en maçonnerie rouge, oblique à travers le champ, avec une tour en haut à droite ; IV en bleu, un lion d'or tourné vers la gauche, tenant dans ses pattes avant une croix de la passion en argent. Au-dessus de la couronne comtale recouvrant l'écu s'élèvent trois casques couronnés de couronnes comtales. Du casque droit pousse le lion du 1. champ vers le haut ; du casque du milieu une vierge aux cheveux volants, vêtue de blanc, la tête couronnée d'une couronne comtale, tenant une branche de rose avec trois roses dans sa main droite, tandis que sa gauche est ancrée sur le côté; un chevalier en armure sort du casque gauche, dont le casque ouvert est orné de trois plumes d'autruche (rouge-argent-rouge), et qui tient un drapeau rouge flottant vers la droite dans sa main droite et une croix de la passion en argent dans sa gauche. Les couvre-casques sont argentés et rouges à droite et à gauche. — Comme décrit, ces armoiries se retrouvent non seulement dans les Wappenbuch der Preussischen Monarchie (de), mais aussi dans les armoiries du Mecklembourg, qui ont été révisées aussi précisément que possible. La représentation dans les armoiries du monde serein diffère en ce que le bouclier central argenté a quatre pointes rouges qui traversent de gauche à droite et que les lions sont en argent et placés vers l'intérieur avec le cavalier représenté comme un général. De plus, l'étendard du chevalier sur le casque gauche est en argent et vole vers la gauche. — D'après le livre généalogique des maisons comtales, la clef et la croix de la passion sont dorées et le cheval du cavalier, qui est armé d'une lance, est noir. – En ce qui concerne le bouclier central et la décoration du casque central, von Meding décrit les armoiries des von Königsmarck comme suit : dans le champ argenté trois pointes gauches rouges. Sur le casque un renflement, et au-dessus une jeune fille en pleine croissance, vêtue de rouge et ceinte d'argent, avec des cheveux volants, une couronne d'or et une collerette d'argent, tenant dans sa main droite un gobelet d'or vers le bas et mettant sa gauche à son côté. Dans le tamisier, le casque est couronné et la robe de la Vierge est divisée dans le sens de la longueur par de l'argent et du rouge[1].

## Personnalités

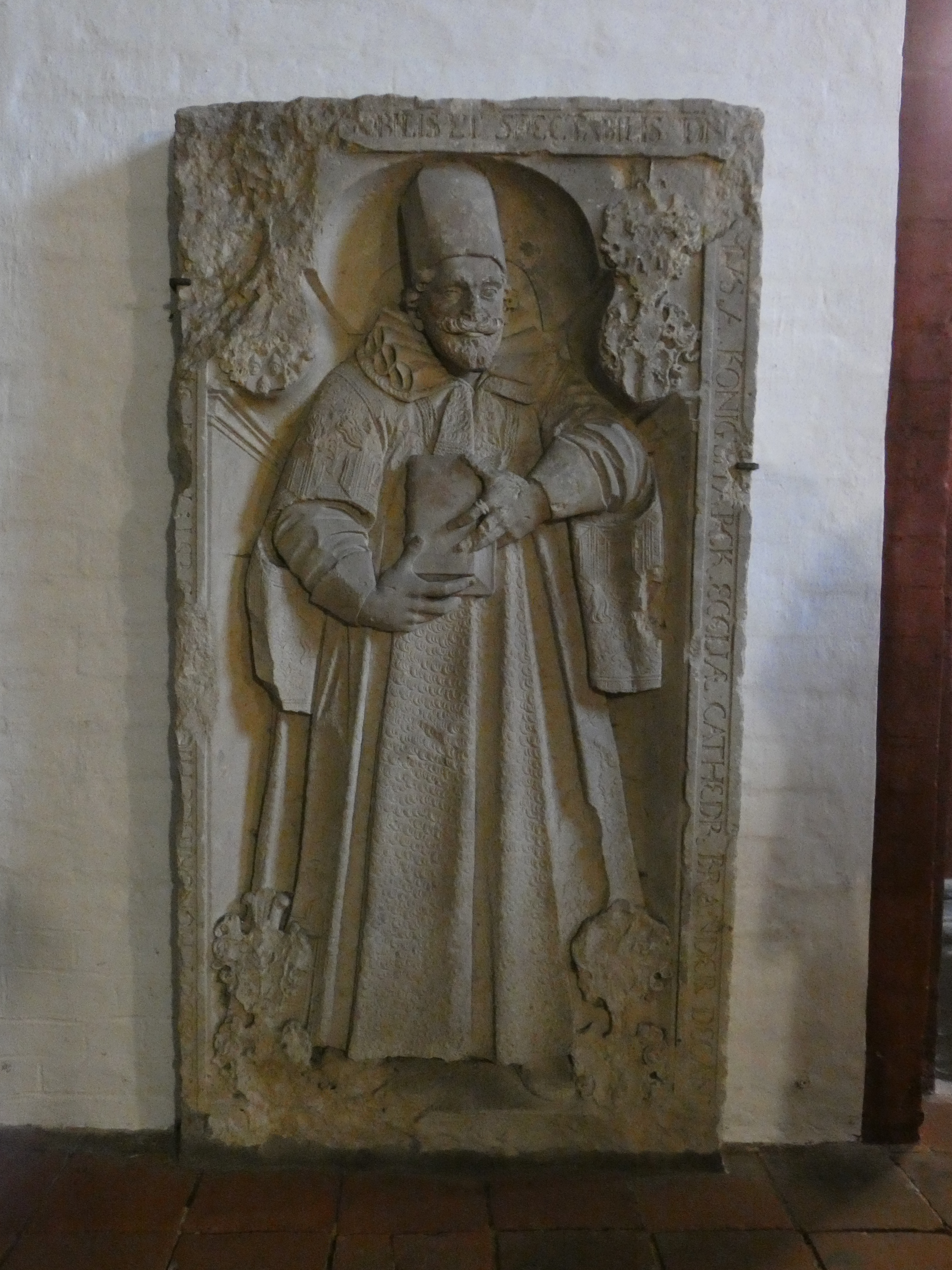
Dalle funéraire représentant Adam de Kœnigsmark, cathédrale de Brandebourg

- Adam de Kœnigsmark (de) (1570–1621), chanoine et doyen de la cathédrale de Brandebourg
- Adolphe de Kœnigsmark (de) (1802–1875), député du parlement provincial de Brandebourg et major prussien
- Marie-Aurore de Kœnigsmark (1662–1728), maîtresse et prévôt
- Charles de Kœnigsmark (de) (1839–1910), propriétaire et député du Reichstag de la Confédération d'Allemagne du Nord
- Diethard de Kœnigsmark (de) (1923–2010), entrepreneur
- François de Kœnigsmark (de) (1503–1585), scholastique à la cathédrale Saint-Maurice de Magdebourg
- Hans Christoff de Kœnigsmark (1600-1663), chef d'armée au service de la Suède
- Jean de Kœnigsmark (de) (1799–1876), propriétaire foncier, ambassadeur et député de la chambre des seigneurs de Prusse
- Jean-Christophe de Kœnigsmark (de) (1701-1779), major général prussien
- Charles-Jean de Kœnigsmark (1659–1686), officier, chevalier de Malte, aventurier
- Kurt-Christophe de Kœnigsmark (de) (1634–1673), lieutenant-général
- Othon de Kœnigsmark (1815–1889), haut président de Posnanie et brièvement ministre prussien de l'Agriculture
- Othon II de Kœnigsmark (de) (1428–1501), ecclésiastique ; évêque à Havelberg
- Otto Wilhelm de Kœnigsmark (1639–1688), gouverneur général de la Poméranie suédoise ; généralissime vénitien
- Othon-Guillaume de Kœnigsmark (de) (1840–1879), propriétaire et député de la chambre des représentants de Prusse
- Philippe-Christophe de Kœnigsmark (1665–1694), amant de la princesse électorale Sophie-Dorothée de Brunswick-Lunebourg
- Guillaume de Kœnigsmark (de) (1841–1923), propriétaire de manoir, administrateur de l'arrondissement d'Havelland-de-l'Est (de) et député de la chambre des représentants de Prusse

## Filiation
- A1 Hans Christoff de Kœnigsmark (1600–1663), maréchal suédois marié avec Maria Agathe von Leesten, d'après qui le château d'Agathenburg (de) près de Stade porte le nom
  - B1 Jean-Christophe de Kœnigsmark,
  - B2 Kurt-Christophe de Kœnigsmark (de) (1634–1673) marié avec Marie-Christine von Wrangel (1637–1691)
    - C1 Charles-Jean de Kœnigsmark (1659–1686), officier et aventurier
    - C2 Philippe-Christophe de Kœnigsmark (1665–1694), courtisan et amant de la princesse électorale Sophie-Dorothée de Brunswick-Lunebourg
    - C3 Amélie-Wilhelmine de Kœnigsmark (de) (1663–1740) mariée avec Carl Gustav von Löwenhaupt (de) (1662–1703), conseiller privé royal polonais et saxon; général
      - D1 Carl Emil von Löwenhaupt (1691–1743), général suédois

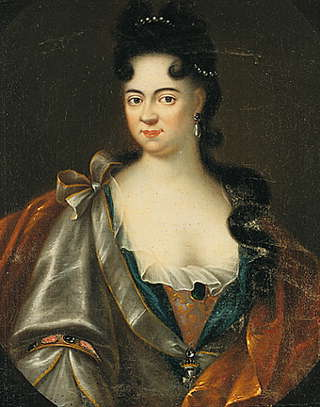
Comtesse Aurora von Königsmarck (1662-1728), maîtresse d'Auguste le Fort, prévôté de l'abbaye de Quedlinbourg

    - C4 Comtesse Aurora von Königsmarck (1662-1728), maîtresse d'Auguste le Fort, prévôté de l'abbaye de Quedlinbourg Marie-Aurore de Kœnigsmark (1662–1728) liaison 1694–1696 avec Auguste le Fort, électeur de Saxe ; à partir de 1700 prévôt de l'abbaye de Quedlinbourg
      - D1 illégitime, comte Maurice de Saxe (1696-1750), maréchal, général marié avec Marie Rinteau de Verrières (1730-1775)
        - E1 illégitime, Marie-Aurore de Saxe (1748-1821) mariée avec Louis Dupin de Francueil (1715-1780)
          - F1 Maurice Dupin de Francueil (1778–1808) marié en 1804 avec Sophie Victoire Delaborde (1773–1837)
            - G1 George Sand, en réalité Amantine Aurore Lucile Dupin de Francueil (1804-1876), écrivain

  - B3 Beata Elisabeth de Kœnigsmark (1637–1724) mariée en 1655 avec Pontus Fredrik de la Gardie (1630–1692)
  - B4 Otto Wilhelm de Kœnigsmark (1639–1688) marié en 1682 avec la comtesse Catharina Charlotta De la Gardie (de)
- A2 Joachim-Christophe de Kœnigsmark (?–1690), sur Kötzlin etc. marié avec Sophie von Jagow
  - B1 Joachim-Siegfried de Kœnigsmark (1659–1715) marié avec Judith von Platen (morte en 1696), puis marié avec Sabine von Blumenthal
    - C1 Jean-Christophe de Kœnigsmark (de) (1701–1779), général de division, héritier de Kötzlin, Roddahn, Vehlin et Bendelin, acquiert Netzeband et Stöffin en 1772 mariée avec Sophia Albertine von Hacke (morte en 1755) puis mariée avec Dorothea Charlotte Émilie von Saldern (de) (1742–1813)
    - C2 Jacques-Siegfried de Kœnigsmark (1702–1757), lieutenant-colonel marié avec Sophie von Behr-Negendank
      - D1 Christophe-Siegfried de Kœnigsmark (1745–1778) marié avec Albertine Friederike von Seherr-Thoß (1754–1828)[3]
        - E1 Jean-Valentin-Ferdinand de Kœnigsmark (1773–1849), sur Netzeband et Stöffin, 1803 intendant héréditaire de la Marche-Électorale, élevé au rang de comte prussien en 1817 marié avec Henriette von Struensee (1779–1832)
          - F1 Jean de Kœnigsmark (de) (1799–1866), sur Netzeband et Stöffin, intendant héréditaire de la Marche-Électorale, député de la chambre des seigneurs de Prusse marié avec Jenny von Bülow [3]
            - G1 Jean-Adolphe-Frédéric-Guillaume de Kœnigsmark (1838–1861), lieutenant du régiment de hussards du Corps de la Garde
            - G2 Charles-Jean-Constantin de Kœnigsmark (1839– ? ) [3]
            - G3 Louise-Élisabeth-Marie de Kœnigsmark  (1842– ? ) [3]

          - F2 Marie-Anne-Élisabeth de Kœnigsmark (vers 1800– ? ) mariée avec Werner von Rundstedt (de), sur Badingen et Schönfeld [3]
          - F3 Adolphe de Kœnigsmark (de) (1802–1875), sur Kötzlin, Berlitt et Lenzerwische marié avec Josefine baronne von Miaskowska (fille du baron Kaspar von Miaskowski et de la comtesse Marianne von der Mark (de))
            - G1 Élisabeth de Kœnigsmark (1825– ? ) mariée avec Gustav Gans zu Putlitz (1821–1890), propriétaire terrien, écrivain, directeur de théâtre et homme politique [3]
            - G2 Adolphe-Jean-Joseph de Kœnigsmark (1830–1878), sur Berlit, lieutenant du 5e régiment de hussards (de) marié avec Elsbeth von Kleist
              - H2 Frédéric-Guillaume-Adolphe de Kœnigsmark (1868–1945), sur Berlitt, acquit Karnzow en 1922

            - G3 Anne de Kœnigsmark (1831– ? ) [3]
            - G4 Édwige de Kœnigsmark (1833– ? ) [3]

          - F4 Émilie de Kœnigsmark (1804–1871) mariée avec Karl Herwarth von Bittenfeld (1798–1867), fils d'Eberhard Herwarth von Bittenfeld [3]
          - F5 Jean-Louis-Othon de Kœnigsmark (1815–1876), sur Chodziesen - Oberlesnitz en Prusse-Occidentale marié avec Helene Louise Auguste von Klitzing de la branche de Demerthin (1815–1889) [3]
            - G1 Othon-Guillaume de Kœnigsmark (1840– ? ) [3]
            - G2 Louis-Guillaume-Ferdinand de Kœnigsmark (1841– ? ) [3]
            - G3 Henriette-Agnès-Hélène de Kœnigsmark (1844– ? ) [3]
            - G4 Charles-Frédéric-Wolfgang de Kœnigsmark (1846– ? ) [3]
            - G5 Adolphe-Wichard de Kœnigsmark (1852– ? ) [3]
            - G6 Hélène de Kœnigsmark (1856– ? ) [3]

        - E2 Joseph-Jacques-Louis de Kœnigsmark (1779–1837), sur Kötzlin et Berlitt